# Petr Schwarz
Petr Schwarz (ur. 12 listopada 1991 w Náchodzie) – czeski piłkarz występujący na pozycji pomocnika w polskim klubie Śląsk Wrocław.

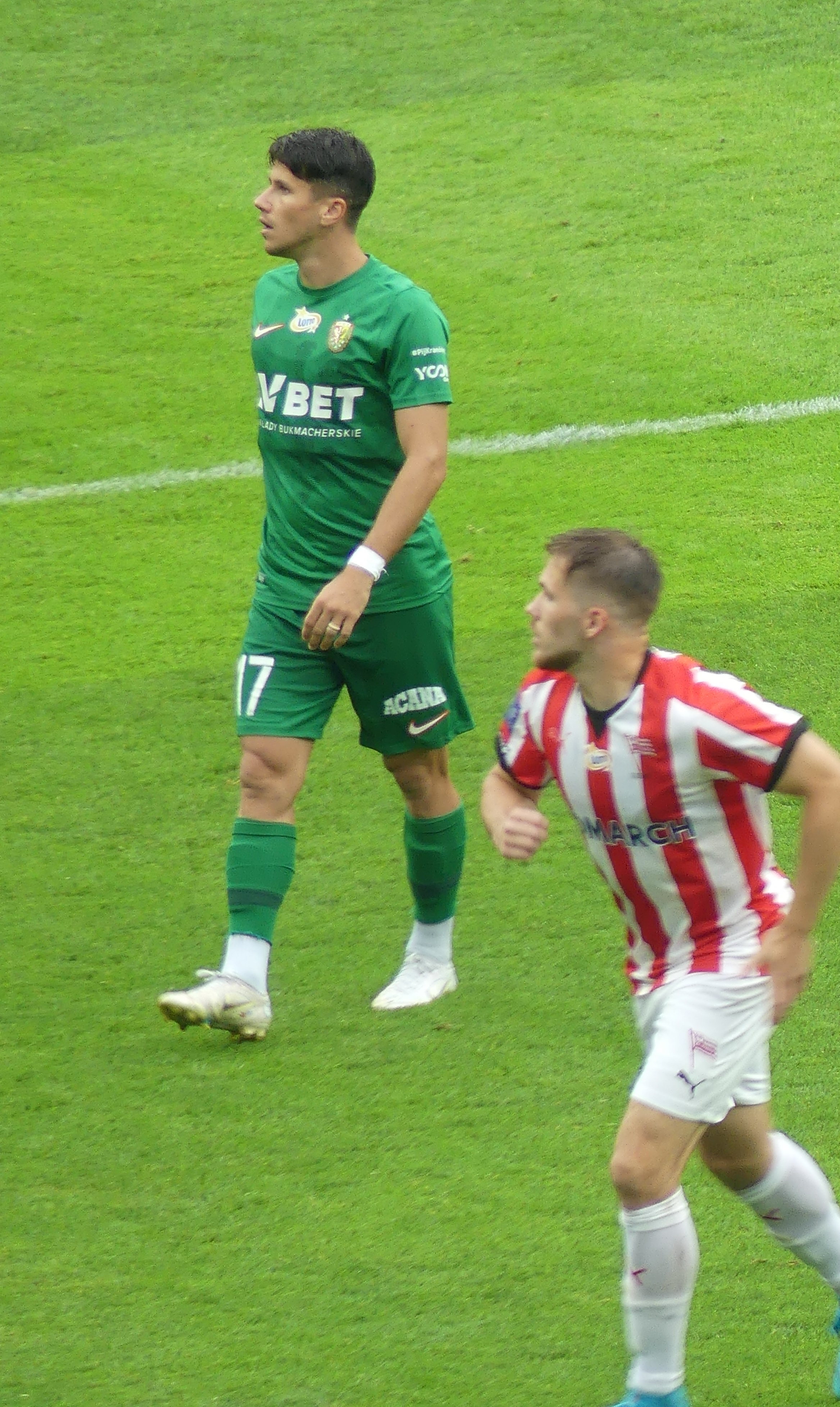
Petr Schwarz w barwach Śląska Wrocław (2022)

## Kariera klubowa

### FC Hradec Králové
W 2011 roku został przeniesiony do pierwszej drużyny FC Hradec Králové, w której zadebiutował 18 marca 2012 w meczu I ligi czeskiej przeciwko Bohemians 1905 (0:0). Pierwszą bramkę dla klubu zdobył 28 kwietnia 2013 w meczu ligowym przeciwko FK Teplice (0:2). W sezonie 2012/13 jego zespół zajął ostatnie miejsce w tabeli i spadł do niższej klasy rozgrywkowej. Sezon później wywalczył tytuł wicemistrzowski II ligi czeskiej i awansował do I ligi. W sezonie 2014/15 klub zajął przedostatnie miejsce w tabeli i ponownie spadł do niższej ligi. W kolejnym sezonie drużyna ponownie wywalczyła tytuł wicemistrza II ligi czeskiej i awansowała klasę wyżej. W sezonie 2016/17 jego zespół ponownie spadł z I ligi zajmując przedostatnią lokatę.

### Raków Częstochowa
1 lipca 2018 roku podpisał kontrakt z Rakowem Częstochowa, w barwach którego zadebiutował 21 lipca 2018 w meczu I ligi przeciwko Puszczy Niepołomice (3:0). Pierwszą bramkę dla klubu zdobył 3 października 2018 w meczu Pucharu Polski przeciwko Victorii Sulejówek (0:4). Pierwszą bramkę w I lidze zdobył 2 grudnia 2018 w meczu przeciwko Odrze Opole (0:2). W sezonie 2018/19 jego zespół dotarł do półfinału Pucharu Polski, w którym przegrał z Lechią Gdańsk (0:1), i wywalczył mistrzostwo I ligi, zapewniające awans do wyższej klasy rozgrywkowej. W Ekstraklasie zadebiutował 27 lipca 2019 w meczu przeciwko Jagiellonii Białystok (0:1). Pierwszą bramkę w Ekstraklasie zdobył 24 sierpnia 2019 w meczu przeciwko Lechowi Poznań (2:3). W 2021 roku zdobył z drużyną Rakowa wicemistrzostwo Polski i Puchar Polski. W meczu finałowym Pucharu Polski z Arką Gdynia grał od 80 minuty, kiedy zmienił Zorana Arsenicia.

### Śląsk Wrocław
17 maja 2021 roku podpisał dwuletni kontrakt ze Śląskiem Wrocław. Zadebiutował 15 lipca 2021 w meczu kwalifikacji do Ligi Konferencji Europy UEFA przeciwko Paide Linnameeskond (2:0). Jako piłkarz Śląska Wrocław zadebiutował w Ekstraklasie 25 lipca 2021 w meczu przeciwko Warcie Poznań (2:2). Pierwszą bramkę dla zespołu zdobył 27 listopada 2021 w meczu ligowym przeciwko Stali Mielec (2:1).

## Statystyki
(aktualne na dzień 12 września 2022)
| Klub               | Sezon              | Liga               | Liga  | Liga   | Puchar kraju | Puchar kraju | Europa | Europa | Suma  | Suma   |
| Klub               | Sezon              | Liga               | Mecze | Bramki | Mecze        | Bramki       | Mecze  | Bramki | Mecze | Bramki |
| ------------------ | ------------------ | ------------------ | ----- | ------ | ------------ | ------------ | ------ | ------ | ----- | ------ |
| FC Hradec Králové  | 2011/12            | Gambrinus liga     | 4     | 0      | 0            | 0            | –      | –      | 4     | 0      |
| FC Hradec Králové  | 2012/13            | Gambrinus liga     | 13    | 1      | 0            | 0            | –      | –      | 13    | 1      |
| FC Hradec Králové  | 2013/14            | FNL                | 7     | 0      | 1            | 0            | –      | –      | 8     | 0      |
| FC Hradec Králové  | 2014/15            | Synot liga         | 3     | 0      | 0            | 0            | –      | –      | 3     | 0      |
| FC Hradec Králové  | 2015/16            | FNL                | 20    | 3      | 4            | 0            | –      | –      | 24    | 3      |
| FC Hradec Králové  | 2016/17            | ePojisteni.cz liga | 23    | 4      | 3            | 2            | –      | –      | 26    | 6      |
| FC Hradec Králové  | 2017/18            | FNL                | 24    | 5      | 2            | 0            | –      | –      | 26    | 5      |
| FC Hradec Králové  | Ogólnie            | Ogólnie            | 94    | 13     | 10           | 2            | 0      | 0      | 104   | 15     |
| Raków Częstochowa  | 2018/19            | I liga             | 32    | 1      | 5            | 2            | –      | –      | 37    | 3      |
| Raków Częstochowa  | 2019/20            | Ekstraklasa        | 34    | 8      | 2            | 0            | –      | –      | 36    | 8      |
| Raków Częstochowa  | 2020/21            | Ekstraklasa        | 27    | 4      | 3            | 0            | –      | –      | 30    | 4      |
| Raków Częstochowa  | Ogólnie            | Ogólnie            | 93    | 13     | 10           | 2            | 0      | 0      | 103   | 15     |
| Śląsk Wrocław      | 2021/22            | Ekstraklasa        | 31    | 2      | 1            | 0            | 4      | 0      | 36    | 2      |
| Śląsk Wrocław      | 2022/23            | Ekstraklasa        | 8     | 1      | 1            | 0            | –      | –      | 9     | 1      |
| Śląsk Wrocław      | Ogólnie            | Ogólnie            | 39    | 3      | 2            | 0            | 4      | 0      | 45    | 3      |
| Ogólnie w karierze | Ogólnie w karierze | Ogólnie w karierze | 226   | 29     | 22           | 4            | 4      | 0      | 252   | 33     |

## Sukcesy

### FC Hradec Králové
- Wicemistrzostwo II ligi (2×): 2013/2014, 2015/2016

### Raków Częstochowa
- Mistrzostwo I ligi (1×): 2018/2019
- Wicemistrzostwo Polski (1×): 2020/2021
- Puchar Polski (1×): 2020/2021